# Mallobathra cataclysma
Mallobathra cataclysma är en fjärilsart som beskrevs av Clarke 1934. Mallobathra cataclysma ingår i släktet Mallobathra och familjen säckspinnare. Inga underarter finns listade i Catalogue of Life.